# Caspar Weinberger
Caspar Willard Weinberger, född 18 augusti 1917 i San Francisco, Kalifornien, död 28 mars 2006 i Bangor, Maine, var en amerikansk jurist och ämbetsman.
Han var USA:s försvarsminister från 1981 till 1987 i president Ronald Reagans administration.

## Biografi
Weinberger föddes i San Francisco i Kalifornien. Han studerade vid Harvard University, där han avlade 1938 bachelorexamen med statsvetenskap som huvudämne och juristexamen vid Harvard Law School 1941. Han tog värvning som menig i USA:s armé 1941 och genomgick OCS-utbildning vid Fort Benning i Georgia. Vid andra världskrigets slut var han kapten och tjänstgjorde i Douglas MacArthurs underrättelsestab.
Mellan 1945 och 1947 var han notarie för en federal domare i San Francisco innan han gick vidare till inom juridiken till näringslivet. 1952 ställde han upp som republikansk kandidat till val för 21:a distriktet till Kaliforniens delstatsförsamling och vann även återvalen 1954 och 1956. Även om han misslyckades att bli vald 1958 till delstatens attorney general fortsatte han inom politiken och blev 1962 ordförande för Republikanska partiet i Kalifornien. Weinberger tjänstgjorde som delstatens budgetdirektör under Ronald Reagans guvernörskap. 1970 flyttade han till Washington, D.C. för att tjänstgöra i Richard Nixons administration, bland annat som federal budgetdirektör och som USA:s hälso- och socialminister.
Efter Reagans maktövertagande i januari 1981 hämtades Weinberger från Reagans kaliforniska s.k. kökskabinett av nära politiska medarbetare från Reagans tid som guvernör. Som försvarsminister kom Weinberger att administrera den största amerikanska militära upprustningen i fredstid. Weinberger var den förste amerikanska försvarsminister att besöka Sverige, ett tre dagar långt besök i mitten av oktober 1981 där Weinberger förevisades bland annat Musköbasen och Saab-fabriken i Linköping. Trots att större delen av Reagans egen administration var skeptisk till rymdförsvarsprogrammet Strategic Defense Initiative (SDI, i folkmun kallat "Stjärnornas krig"), stöttade Weinberger Reagans entusiasm för projektet. SDI blev dock aldrig verklighet under vare sig Weinberger eller Reagans livstid. Weinberger var involverad i den hårt kritiserade Iran–Contras-affären 1985-87. När han avgick i november 1987 så sa han att det berodde på sin frus sviktande hälsa, även om det i pressen spekulerades om missnöje med INF-avtalet.
Hans personliga ansvar i de hemliga och illegala vapenaffärerna med bl.a. Iran, den så kallade Iran–Contras-affären fastslogs dock aldrig eftersom han benådades av George H.W. Bush. Efter tiden som försvarsminister så var han ordförande för och skrev regelbundet i Forbes. Weinbeger är gravsatt på Arlingtonkyrkogården.

## Populärkultur
Weinberger porträtteras av Colm Feore i filmen The Day Reagan Was Shot.

## Referenser

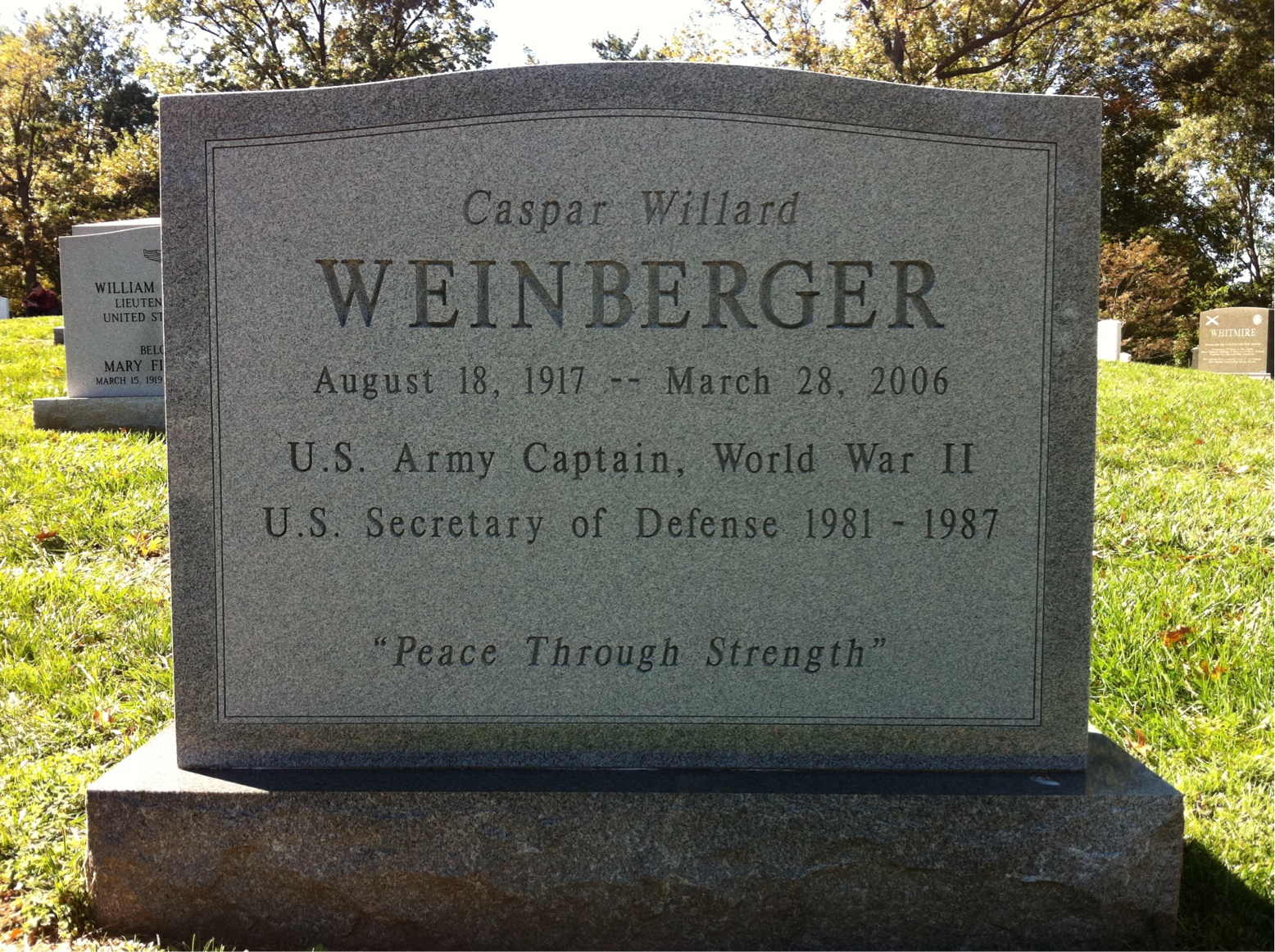
Gravsten på Arlington National Cemetery.

## Utmärkelser
- Presidentens frihetsmedalj,  1987[7]
- Riddare med storkors av Brittiska imperieorden

[Redigera Wikidata]